# Morgo
Um morgo é uma unidade de medida de área usada no estado de Santa Catarina, é equivalente a 2500 m². Portanto, um morgo é equivalente a 0,25 hectares ou seja um quadrado de 50,00 metros de lado.

## Origem
A origem do termo é desconhecida, mas é considerada como possivelmente introduzida pelos colonos alemães, derivada da expressão "morgen landes".
A tradição local (e a de outros países que usam "morgen" como unidade de área) reza que um morgo é a área aproximada que um homem consegue capinar em um manhã ("morgen" significa "manhã").